# 福井崇時

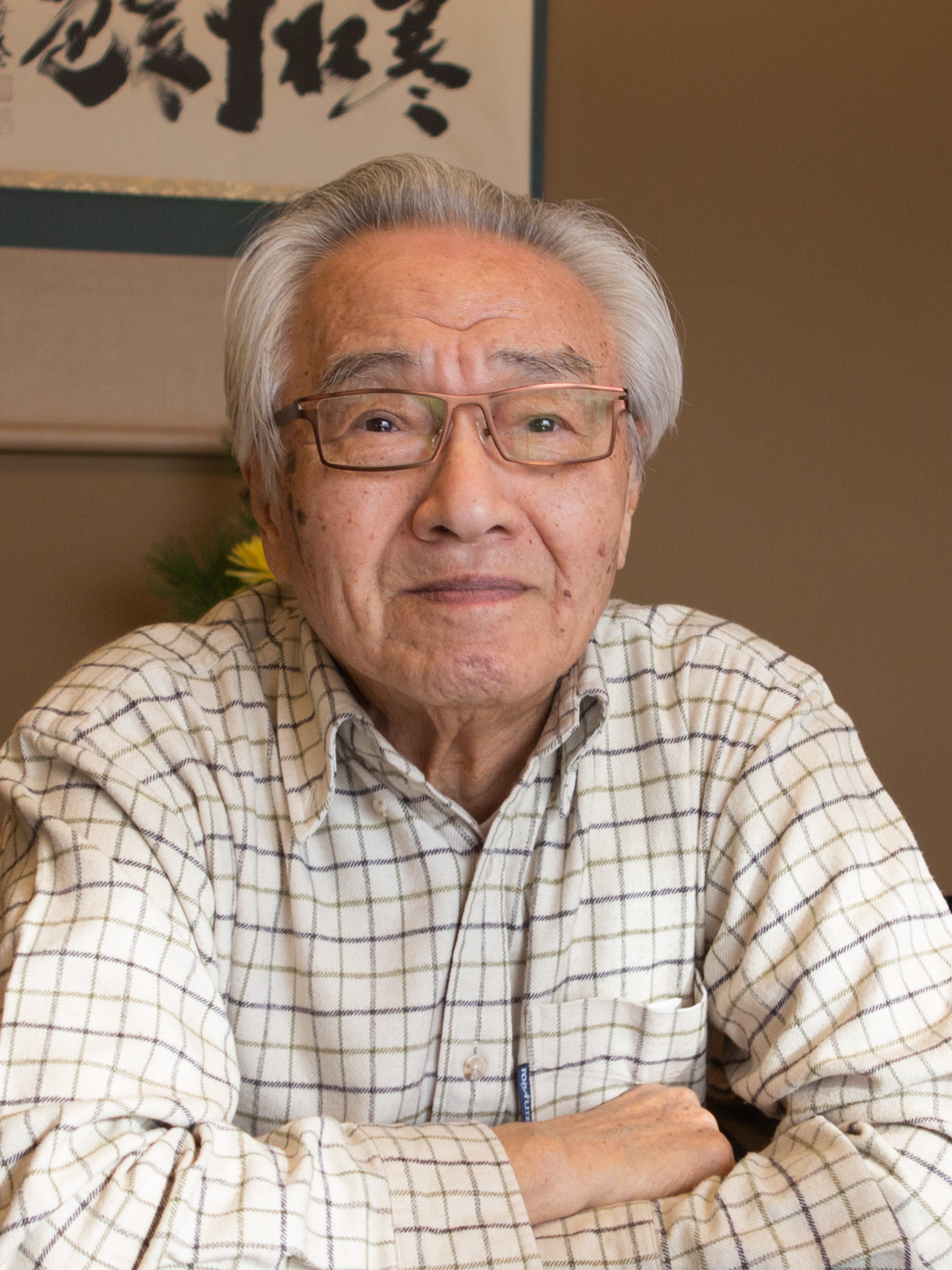
福井崇時（物理学者）

福井 崇時（ふくい しゅうじ、1923年（大正12年）8月19日 - 2018年（平成30年）5月4日）は、日本の物理学者。名古屋大学名誉教授。1957年、高エネルギー荷電粒子の飛跡を観測する「放電箱」（ディスチャージチェンバー、後のスパークチェンバー）を開発、1961年仁科記念賞、1962年朝日賞（文化賞部門）を、いずれも宮本重徳とともに受賞。1985年紫綬褒章、1993年勲三等旭日中綬章、2001年イタリア共和国功労賞コメンダトーレ三等騎士勲章。著書に『身近な物理の世界』（1991年）、『粒子物理計測学入門』（1992年）がある。
また1966年のノーベル物理学賞の候補に挙がっていたことが判明している 。

## 略歴
- 1923年8月19日 - 大阪市で生まれる
- 1931年4月 - 大阪市立精華小学校入学（現在は大阪市立南小学校に統合）
- 1936年3月 - 大阪市立精華小学校卒業
- 1941年3月 - 大阪府立住吉中学校卒業（現在の大阪府立住吉高等学校）
- 1941年4月 - 鹿児島の第七高等学校造士館理科甲類入学
- 1943年9月 - 第七高等学校造士館理科甲類卒業（1942年東条政府の下で高校の就学期間を6ヶ月短縮する法律が施行された）
- 1943年10月 - 大阪帝国大学理学部物理学科入学
- 1946年9月 - 大阪帝国大学理学部物理学科卒業
- 1946年9月 - 大阪帝国大学理学部副手
- 1949年6月 - 大阪大学理学部助手
- 1958年11月 - 大阪大学理学部講師
- 1959年4月 - 名古屋大学理学部助教授
- 1962年5月 - 名古屋大学理学部教授（1980年10月〜1984年9月、学生部長）
- 1987年3月 - 名古屋大学を定年退官
- 1987年4月 - 椙山女学園大学人間関係学部教授
- 1994年3月 - 椙山女学園大学を定年退職

- 1962年7月〜1963年10月 - 欧州原子核研究機構（CERN）研究員
- 1963年10月〜1967年9月 - 米国シカゴ大学フェルミ研究所客員研究員
- 1972年7月〜1973年8月・1986年7月〜9月 - カナダ・カールトン大学客員教授
- 1980年11月〜1986年12月 - 米国ロスアラモス国立研究所客員研究員